# Прапор Малина
Пра́пор Ма́лина — офіційний символ міста Малина (райцентр Житомирської області). Розроблений Євгеном Грищенком і затверджений міською радою у 2001 році.

## Опис прапора
Прапор міста має форму прямокутника з відношенням ширини прапора до його довжини 1:2. Основний фон прапора зеленого кольору, що символізує собою як Полісся, на якому розташоване місто, так і його древлянську історію. На фоні зеленого кольору вертикально зображені кольори Державного прапора України.
У лівому верхньому куті прапора зображений герб міста.